# HMNZS Futurist
HMNZS „Futurist” (T09) – nowozelandzki okręt pomocniczy należący do Royal New Zealand Navy w okresie II wojny światowej.

## Historia
„Futurist” powstał jako niemiecki trałowiec o nazwie „Papenburgh” który został wodowany w stoczni J.L. Meyer w Niemczech w 1917. Po zakończeniu I wojny światowej „Papenburgh” został przekazany do Wielkiej Brytanii i w 1920 został sprzedany do Nowej Zelandii gdzie był używany jako trawler już pod nazwą „Futurist”.
Jednostka mierzyła 39,3 m długości, 7,1 m szerokości, jej zanurzenie wynosiło 3,1 m. Napęd statku stanowiła maszyna parowa opalana węglem o mocy 550 KM i pojedyncza śruba, prędkość maksymalna wynosiła do 10 węzłów.  Pojemność brutto jednostki wynosiła 234 ton rejestrowych.
Po wybuchu II wojny światowej „Futurist” został częściowo przystosowany do roli trałowca pomocniczego, w kwietniu 1940 na statku zamontowano urządzenia trałowe ale „Futurist” nadal pracował jako statek rybacki. 20 czerwca, dzień po zatonięciu na minie transatlantyku RMS „Niagara”, „Futurist” został zarekwirowany przez RNZN jako trałowiec pomocniczy.  W nowej roli okręt został uzbrojony w pojedyncza armatę 4-calową (101,6 mm), kilka karabinów maszynowych, na pokładzie miał także kilka bomb głębinowych.
HMNZS „Futurist” służył jako trałowiec do sierpnia 1943 pracując głównie w okolicach Wellington. W sierpniu 1943 został przystosowany do roli stawiacza sieci (boom gate vessel) otwierając i zamykając bony przy wejściu do portu w Wellington.
Okręt został wycofany ze służby i zwrócony właścicielowi w 1945.